# Mario Bjeliš
Mario Bjeliš (* 22. August 1976 in Metković) ist ein kroatischer Handballtrainer und ehemaliger Handballspieler.

## Karriere

### Verein
Mario Bjeliš lernte das Handballspielen beim RK Metković, mit dem der 1,93 m große Kreisläufer den EHF-Pokal 1999/2000 sowie den kroatischen Pokal 2001 und 2002 gewann. Ab 2005 stand er beim österreichischen Verein Bregenz Handball unter Vertrag, mit dem er 2006 und 2007 die Meisterschaft errang. In der Saison 2007/08 lief er in Spanien für Octavio Pilotes Posada auf. Die folgende Spielzeit war er beim ungarischen Verein Pick Szeged angestellt. Anschließend kehrte er nach Kroatien zurück, wo er für den RK Siscia Sisak spielte. Nachdem er im Sommer 2012 seine Karriere beendet hatte, wurde er im Dezember 2012 kurzfristig vom österreichischen Verein Alpla HC Hard reaktiviert, mit dem er erneut Meister wurde.

### Nationalmannschaft
Mit der kroatischen Nationalmannschaft gewann Mario Bjeliš das Handballturnier bei den Mittelmeerspielen 1997. Bei der Europameisterschaft 1998 wurde er mit dem Team Achter.

## Trainerlaufbahn
Ab 2013 war Trainer von RK Metković. Von 2016 bis 2018 betreute er den RK Split. Mit dem HRK Izviđač wurde er 2019 bosnisch-herzegowinischer Meister. Im Sommer 2020 kehrte er als Trainer nach Hard zurück, den er im folgenden Jahr als Meister wieder verließ. Von Juli 2022 bis Oktober 2023 war er Trainer in Metković.